# Hang Yuen FC
Der Hang Yuen Football Club (chinesisch 航源足球俱樂部, Pinyin Háng Yuán Zúqiú Jùlèbù) ist ein Fußballverein aus Neu-Taipeh in Taiwan. Aktuell spielt der Verein in der Taiwan Football Premier League, der höchsten Liga des Landes.

## Stadion
Der Verein trägt seine Heimspiele im Stadion der Katholischen Fu-Jen-Universität im Stadtbezirk Xinzhuang in Neu-Taipeh aus. Das Stadion hat ein Fassungsvermögen von 3000 Personen.

## Trainerchronik
Stand: Mai 2022
| Trainer         | Nation | von               | bis               |
| --------------- | ------ | ----------------- | ----------------- |
| Chen Yung-Sheng | Taiwan | 1. Januar 2018    | 31. Dezember 2019 |
| Hung Chin-Hwai  | Taiwan | 1. Februar 2019   | 31. Dezember 2020 |
| Chiu Yi-Wen     | Taiwan | 1. Januar 2021    | 31. August 2021   |
| Hung Chin-Hwai  | Taiwan | 1. September 2021 |                   |

## Saisonplatzierung
| Saison | Liga                           | Level | Platz |
| ------ | ------------------------------ | ----- | ----- |
| 2018   | Taiwan Football Premier League | 1     | 3.    |
| 2019   | Taiwan Football Premier League | 1     | 3.    |
| 2020   | Taiwan Football Premier League | 1     | 5.    |
| 2021   | Taiwan Football Premier League | 1     | 4.    |
| 2022   | Taiwan Football Premier League | 1     | 4.    |
| 2023   | Taiwan Football Premier League | 1     | 6.    |